# Raimond Sédu
Raimond Sédu de Salvaing, ou de Barges, mort en 1212 ou 1213, est un prélat français du début du XIIIe siècle, archevêque d'Embrun.

## Biographie
Raimond fut nommé archevêque d'Embrun en 1208. Il assista au concile d'Avignon (1209) et reçut en 1210, d'André Dauphin, frère d'Odon, duc de Bourgogne, la donation de tous les biens situés dans ce diocèse, qui sont de la dépendance du comté de Forcalquier.